# Картал
Картал (мађ. Kartal) је насеље у централној Мађарској. Картал је веће насеље у оквиру пештанске жупаније.

## Географија

### Локација
Картал се налази на североисточној граници округа, око 40 километара североисточно од Будимпеште. Налази се уз границу два мађарска предела, Велике равнице и Северно-централних планина.
Насеља која се директно граниче су: Вершег са севера, Керекхараст са истока, Галгахевиз са југоистока, Хевизђерк са југа, Асод са југозапада и Кало са северозапада.

## Историја
Према археолошким ископавања на том подручју и гробља пронађеног у Кишкарталу данашњи Картал је већ било насељено подручје у неолиту.
Име села потиче од породичног имена турског порекла (Cortul = орао). У 10. веку ово подручје је било центар породице Курсан-Картал. Родоначелник породице био је Курсан Кунду, пратилац принца Арпада. Име овог рода је сачувано.
Његово прво познато помињање у средњовековном сертификату датира из 1263. године. Стефан V Угарски је дао имања Петра и Ференца Нембелија Картала, монахињама са Маргитсигета, али је плодоуживање остало у рукама првобитних власника. У то време село се звало Куртхол. Касније је поново био у власништву породице Картал, а из ње породице Шиљи Етеле.
У 13. веку Татари су опљачкали село, али су се његови становници вратили и поново населили место. Черсов шанац је један од остатака борби против татара, који су првобитно саградили Сармати између 324. и 337. године.
Село је у првим деценијама турског потчињења остало насељено место и било је кожарско имање са ниским приходима разних турских властелина. Током Петнаестогодишњег рата опустошено је и остао пуст све до краја 18. века.
Број становника је нагло растао у 19. веку: - 1.113 становника 1856, 1.319 становника 1876, 1,600 становника 1895. године
Број стамбених кућа 1890. године био је 186, до 1900. године већ 229, већина је имала зидове од блата и кровове од сламе и трске.
Други светски рат је зауставио развој, много војника и цивила је изгубило животе, а причињена је знатна материјална штета. Стамбени објекти, црква и електрични водови претрпели су озбиљна оштећења. После рата Картал је значајно трансформисан. Наставна фарма Универзитета пољопривредних наука Геделеа изграђена је на месту имања Шосбергер. Наравно, многи су свој егзистенцију нашли у локално основаној произвођачкој задрузи, која се временом спојила прво са Вершег, затим са Багом и Хевизђерком, и претворила се у право велико пољопривредно предузеће, где се поред традиционалне пољопривреде и сточарства, радили су и на индустријским споредним гранама (прерада рибе). Још више људи је радило и путовало, као дневни и недељни путници, у већим насељима у околини, а посебно у Будимпешти, користећи сада редовни аутобуски и железнички превоз (из Азода).
И након промене режима, развој се наставио: целом дужином села изграђена је, поред главног пута, бициклистичка стаза до Асодига. Сви унутрашњи путеви су поплочани асфалтом. Картал се такође укључио у регионални програм природног гаса. Модернизовали су телефонску мрежу (раније централизовану) и прикључили телефонске линије до скоро сваког стана. Године 1994. на месту некадашњег језера, који се налази у централном делу насеља, подигнут је низ продавница под називом То утзелхаз. Реновирани су јавни објекти: погребно предузеће, сеоска кућа, обданишта, школа, библиотека, друштвени дом. Број аутобуских стајалишта ће се повећати на 12. У првој деценији новог миленијума у селу је подигнуто неколико статуа и споменика.
Између 1980. и 1990. године централно грејање је постало широко распрострањено (у 40% станова) и степен комфора је наставио да се побољшава. Развој се објашњава и подацима из 1990. године, према којима је у Карталу удео домаћинстава са два или више активних зарађивача износио 46,7% (просек у Пештанском округу у то време био је 39,6%).

## Становништво
Током пописа 2011, 88,8% становника се изјаснило као Мађари, 0,4% као Роми, 0,2% као Немци и 0,2% као Румуни (11,2% се није изјаснило). 
Верска дистрибуција је била следећа: римокатолици 66,4%, реформисани 3,2%, лутерани 2,6%, гркокатолици 0,2%, неденоминациони 5,4% (20,3% се није изјаснило).
Последња процењена популација Картала је 5.941 (2018), што је 0,06% становништва Мађарске у то време (0,47% округа Пешта). Густина насељености је 204 људи/км². Број станова је 1911, с обзиром на број становника, то је 3,1 особа по стану. Ако би се број становника мењао истом стопом као у периоду 2017–2018 (-0,32%/година), 2019. године број становника у Карталу би износио 5.922.